# Punk Planet
Punk Planet war ein von 1994 bis 2007 existierendes Magazin. Das aus der Hardcore-Punk-Bewegung stammende und in Chicago ansässige Magazin brachte neben Artikeln über Musik und Szene auch Darstellungen über Politik im Allgemeinen und Feminismus im Besonderen und über weitere Kultur. Gründer war Daniel Sinker. Er selbst sagte, dass das damals wichtigste Punk-Magazin Maximumrocknroll ästhetisch und inhaltlich zu sehr in der Frühzeit der Punkbewegung verwurzelt sei und neuere Entwicklungen ignorierte.
Besonders bekannt wurde das Magazin für seine langen und ausführlichen Interviews mit Bands und Künstlern. Punk Planet veröffentlichte mehrere Bücher, in denen es diese Interviews zusammenstellte. Punk Planet Books existiert auch weiterhin. Das Magazin versuchte über die Szene in der gesamten Welt zu berichten. Neben den Interviews und Artikeln enthielt jede Ausgabe einen DIY-Teil für Musiker, das Magazin folgte dem Credo, dass nicht nur jeder an Punk teilnehmen konnte, sondern jeder teilnehmen sollte.
Das 1996 vom Spin-Magazin als Torwächter des Punk-Purismus beschriebene Blatt konnte sich trotz oder wegen dieser konsequenten Ausrichtung weiter über die Hardcore-Szene hinaus etablieren. Punk Planet orientierte sich politisch gegenüber der älteren Szene und legte besonderen Wert auf Feminismus und die Riot-Grrrl-Bewegung. Stilistisch stellte es sich weiter auf als andere Punk-Magazine und betrachtete eher Produktionsbedingungen und politischen Gehalt einer Veröffentlichung denn das Erfüllen von Genrekategorien. In späteren Jahren nahm Punk Planet durch seine vergleichsweise große Verbreitung eine Brückenfunktion zwischen der engeren Hardcore-DIY-Szene und einer weiteren Underground/Alternative-Szene ein.
Insgesamt erschienen 80 Ausgaben, bevor das Magazin sich finanziell nicht mehr trug. Die Macher zitierten sich verschlechternde Vertriebsbedingungen und ein Abwandern der Werbung als Hauptgründe. Während Benefizkonzerte immer einen Teil der Finanzierung übernahmen, konnten diese nicht allein die Kosten tragen.